# 개삼각
개삼각은 대한민국 충청남도 금산군 남이면 개삼로 121에 있는, 최초로 인삼을 심은 곳이라 하여 개삼터로 불리며 전설이 전한다. 1991년 4월 16일 금산군의 향토유적 제1호로 지정되었다.

## 개요
최초로 인삼을 심은 곳이라 하여 개삼터로 불리며 전설이 전한다. 지금으로부터 1,500여 년 전 강씨성을 가진 처사가 일찍이 부친을 여의고 모친마저 병이 들어 자리에 눕자, 진악산 관음굴에서 정성을 들여 모친의 쾌유를 빌었다. 그러던 어느 날, 꿈 속에서 산신령이 현몽하여‘관암불봉 암벽에 가면 빨간 열매 3개 달린 풀이 있을 것이니, 그 뿌리를 달여 드려라’는 계시가 있어 그 곳을 찾아가니, 과연 그러한 풀이 있었다. 그 뿌리를 캐어 달여 드리니 모친의 병이 깨끗이 나았다. 강 처사는 풀의 씨앗을 받아 성곡리 개안마을의 밭에 뿌렸는데, 그 뿌리 모양이 사람 비슷해서 인삼이라고 불렀다. 개삼터에는 산신령이 강 처사에게 인삼을 내리는 그림이 있는 개삼각과 강 처사의 집이 있다. 강 처사가 인삼을 얻어 재배하기까지의 과정을 모형으로 재현해놓았다.